# Fontenai-sur-Orne
Fontenai-sur-Orne ist eine Commune déléguée in der französischen Gemeinde Écouché-les-Vallées mit 241 Einwohnern (Stand: 1. Januar 2022) im Département Orne in der Region Normandie. Die Einwohner werden Fontenois genannt.
Mit Wirkung vom 1. Januar 2018 trat die Gemeinde Fontenai-sur-Orne der Commune nouvelle Écouché-les-Vallées bei. Sie gehörte zum Arrondissement Argentan und zum Kanton Argentan-1.

## Geographie
Fontenai-sur-Orne liegt an der Orne, in die hier ihr Nebenfluss Baize linksseitig einmündet.

## Bevölkerungsentwicklung
| Jahr                       | 1962 | 1968 | 1975 | 1982 | 1990 | 1999 | 2006 | 2013 |
| Einwohner                  | 215  | 192  | 200  | 264  | 292  | 277  | 263  | 244  |
| Quellen: Cassini und INSEE |      |      |      |      |      |      |      |      |

## Sehenswürdigkeiten
- Kirche Saint-Martin, Monument historique

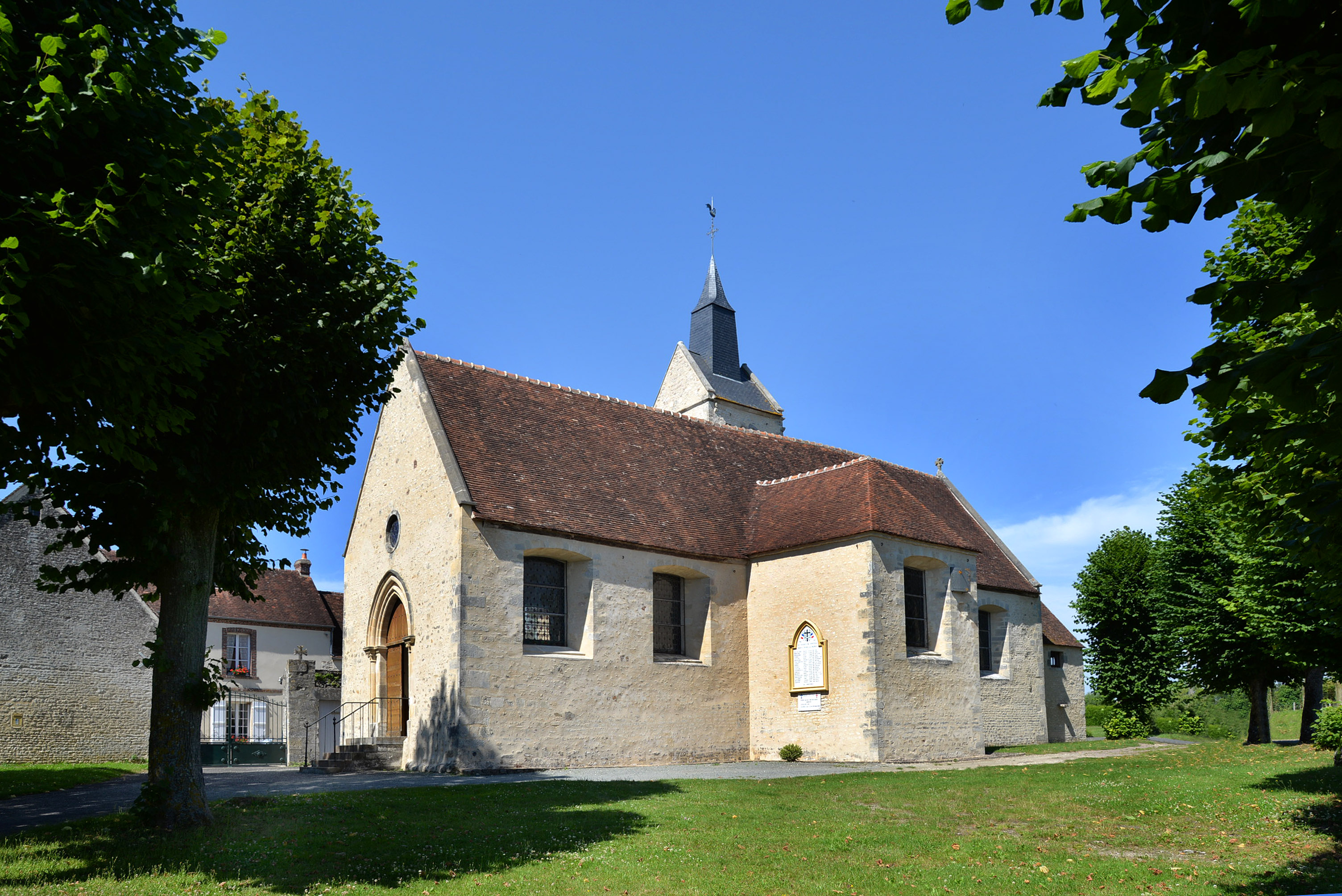
Kirche Saint-Martin